# Jo Gartner
Jo Gartner (n. 24 ianuarie 1954, Viena, Zonele aliate de ocupație din Austria – d. 1 iunie 1986, Le Mans, Franța) a fost un pilot de Formula 1. De-a lungul carierei a luat startul în 8 curse, niciuna din pole-position. Nu a câștigat nicio cursă și nu a terminat niciodată pe podium, acumulând 0 puncte în întreaga activitate ca pilot de Formula 1.